# Dorothe Ingenfeld
Dorothe Ingenfeld (* 1974 in Xanten) ist eine deutsche Opernsängerin (Mezzosopran).

## Leben
Die 1974 in Xanten geborene Dorothe Ingenfeld absolvierte nach dem Abitur am Stiftsgymnasium Xanten ihre Gesangsausbildung ab 1994 an der Hochschule für Musik „Hanns Eisler“ in Berlin, wo sie bei Aufführungen des Hanns-Eisler-Ensemble und des Ars-Nova-Ensemble mitwirkte, sowie ab 1997 an der Guildhall School of Music and Drama in London, wo sie 2000 bei Rudolf Piernay und Annette Thompson mit Auszeichnung abschloss.
Es folgten weitere Studien bei Dietrich Fischer-Dieskau, Paul Hamburger und Emma Kirkby. 2001 wurde Ingenfeld Preisträgerin beim Internationalen Wettbewerb für junge Opernsänger der Kammeroper Schloss Rheinsberg und trat vermehrt als Konzert-, Lied und Opernsängerin insbesondere von Johann Sebastian Bachs Kompositionen auf, so unter anderem mit den Berliner Philharmonikern im Konzerthaus Berlin.
Ihr Operndebüt gab Ingenfeld mit der Darbietung des Cherubino der Royaumont-Stiftung, unter anderem gefolgt von Darbietungen als Orfeo (Orfeo ed Euridice) und Orlowsky (Die Fledermaus), sowie weiteren Engagements am Theater Hagen, am Theater Vorpommern und am Staatstheater Braunschweig.
Neben weiteren Konzertreisen und Opernaufführungen in England, Frankreich und Österreich gastierte Ingenfeld in Katar, wo sie bei der Uraufführung der Oper Ibn Sina von Michiel Borstlap mitwirkte, beim Sapporo Festival in Japan sowie 2004 beim Israel Festival in Jerusalem, wo sie in Hermann Max’ Aufführung von Bachs Matthäuspassion mitwirkte.